# Diskografie Boba Dylana
Toto je diskografie amerického písničkáře Boba Dylana. Za svou kariéru vydal celkem 35. studiových alb.

## Studiová alba
| 1962                                     | Bob Dylan - Vydáno: 19. března 1962 - Vydavatelství: Columbia - Formát: LP                                 | —  | —  | 13 |                                             |
| 1963                                     | The Freewheelin' Bob Dylan - Vydáno: 27. května 1963 - Vydavatelství: Columbia - Formát: LP                | 22 | —  | 1  | US: Platina                                 |
| 1964                                     | The Times They Are a-Changin' - Vydáno: 13. ledna 1964 - Vydavatelství: Columbia - Formát: LP              | 20 | —  | 4  | US: Zlato                                   |
| 1964                                     | Another Side of Bob Dylan - Vydáno: 8. srpna 1964 - Vydavatelství: Columbia - Formát: LP                   | 43 | —  | 8  | US: Zlato                                   |
| 1965                                     | Bringing It All Back Home - Vydáno: 22. března 1965 - Vydavatelství: Columbia - Formát: LP                 | 6  | —  | 1  | US: Platina                                 |
| 1965                                     | Highway 61 Revisited - Vydáno: 30. srpna 1965 - Vydavatelství: Columbia - Formát: LP                       | 3  | —  | 4  | US: Platina CAN: Zlato                      |
| 1966                                     | Blonde on Blonde - Vydáno: 20. června 1966 - Vydavatelství: Columbia - Formát: 2LP                         | 9  | 4  | 3  | US: 2×Platina                               |
| 1967                                     | John Wesley Harding - Vydáno: 27. prosince 1967 - Vydavatelství: Columbia - Formát: LP                     | 2  | 1  | 1  | US: Platina                                 |
| 1969                                     | Nashville Skyline - Vydáno: 9. dubna 1969 - Vydavatelství: Columbia - Formát: LP                           | 3  | 2  | 1  | US: Platina CAN: Zlato                      |
| 1970                                     | Self Portrait - Vydáno: 8. června 1970 - Vydavatelství: Columbia - Formát: 2LP                             | 4  | 3  | 1  | US: Zlato                                   |
| 1970                                     | New Morning - Vydáno: 21. října 1970 - Vydavatelství: Columbia - Formát: LP                                | 7  | 4  | 1  | US: Zlato                                   |
| 1973                                     | Pat Garrett & Billy the Kid - Vydáno: 13. července 1973 - Vydavatelství: Columbia - Formát: LP/audiokazeta | 16 | 28 | 29 | US: Zlato                                   |
| 1973                                     | Dylan - Vydáno: 16. listopadu 1973 - Vydavatelství: Columbia - Formát: LP/audiokazeta                      | 17 | 33 | —  | US: Zlato AUS: Zlato                        |
| 1974                                     | Planet Waves - Vydáno: 17. ledna 1974 - Vydavatelství: Asylum - Formát: LP/audiokazeta                     | 1  | 21 | 7  | US: Zlato UK: Stříbro                       |
| 1975                                     | Blood on the Tracks - Vydáno: 17. ledna 1975 - Vydavatelství: Columbia - Formát: LP/audiokazeta            | 1  | 4  | 4  | US: 2×Platina CAN: Platina UK: Zlato        |
| 1975                                     | The Basement Tapes - Vydáno: 26. června 1975 - Vydavatelství: Columbia - Formát: 2LP/audiokazeta           | 7  | 13 | 8  | US: Zlato UK: Zlato                         |
| 1976                                     | Desire - Vydáno: 16. ledna 1976 - Vydavatelství: Columbia - Formát: LP/audiokazeta                         | 1  | 1  | 3  | US: 2×Platina CAN: Platina UK: Zlato        |
| 1978                                     | Street-Legal - Vydáno: 15. června 1978 - Vydavatelství: Columbia - Formát: LP/audiokazeta                  | 11 | 5  | 2  | US: Zlato CAN: Platina UK: Platina          |
| 1979                                     | Slow Train Coming - Vydáno: 20. srpna 1979 - Vydavatelství: Columbia - Formát: LP/audiokazeta              | 3  | 1  | 2  | US: Platina CAN: 2×Platina UK: Stříbro      |
| 1980                                     | Saved - Vydáno: 20. června 1980 - Vydavatelství: Columbia - Formát: LP/audiokazeta                         | 24 | 18 | 3  | UK: Stříbro                                 |
| 1981                                     | Shot of Love - Vydáno: 12. srpna 1981 - Vydavatelství: Columbia - Formát: LP/audiokazeta                   | 33 | 22 | 6  | UK: Stříbro                                 |
| 1983                                     | Infidels - Vydáno: 1. listopadu 1983 - Vydavatelství: Columbia - Formát: LP/audiokazeta                    | 20 | 6  | 9  | US: Zlato CAN: Zlato UK: Silver             |
| 1985                                     | Empire Burlesque - Vydáno: 8. června 1985 - Vydavatelství: Columbia - Formát: CD/LP/audiokazeta            | 33 | 7  | 11 | CAN: Zlato                                  |
| 1986                                     | Knocked Out Loaded - Vydáno: 8. srpna 1986 - Vydavatelství: Columbia - Formát: CD/LP/audiokazeta           | 54 | 27 | 35 |                                             |
| 1988                                     | Down in the Groove - Vydáno: 31. května 1988 - Vydavatelství: Columbia - Formát: CD/LP/audiokazeta         | 61 | 41 | 32 |                                             |
| 1989                                     | Oh Mercy - Vydáno: 22. září 1989 - Vydavatelství: Columbia - Formát: CD/LP/audiokazeta                     | 30 | 26 | 6  | US: Zlato UK: Zlato                         |
| 1990                                     | Under the Red Sky - Vydáno: 11. září 1990 - Vydavatelství: Columbia - Formát: CD/LP/audiokazeta            | 38 | 39 | 13 | UK: Stříbro                                 |
| 1992                                     | Good as I Been to You - Vydáno: 27. října 1992 - Vydavatelství: Columbia - Formát: CD/LP/audiokazeta       | 51 | —  | 18 |                                             |
| 1993                                     | World Gone Wrong - Vydáno: 28. října 1993 - Vydavatelství: Columbia - Formát: CD/audiokazeta               | 70 | —  | 35 |                                             |
| 1997                                     | Time Out of Mind - Vydáno: 30. září 1997 - Vydavatelství: Columbia - Formát: CD/LP/audiokazeta             | 10 | 24 | 10 | US: Platina AUS: Zlato CAN: Zlato UK: Zlato |
| 2001                                     | Love and Theft - Vydáno: 11. září 2001 - Vydavatelství: Columbia - Formát: CD/LP                           | 5  | 6  | 3  | US: Zlato                                   |
| 2006                                     | Modern Times - Vydáno: 29. srpna 2006 - Vydavatelství: Columbia - Formát: CD/LP                            | 1  | 1  | 3  | US: Platina AUS: Zlato CAN: Platina         |
| 2009                                     | Together Through Life - Vydáno: 28. dubna 2009 - Vydavatelství: Columbia - Formát: CD/LP                   | 1  | 5  | 1  |                                             |
| 2009                                     | Christmas in the Heart - Vydáno: 13. října 2009 - Vydavatelství: Columbia - Formát: CD/LP                  | 23 | —  | 40 |                                             |
| 2012                                     | Tempest - Vydáno: 11. září 2012 - Vydavatelství: Columbia - Formát: CD/LP                                  | 3  | 8  | 3  |                                             |
| 2015                                     | Shadows in the Night - Vydáno: 3. února 2015 - Vydavatelství: Columbia - Formát: CD/LP                     | 7  | 8  | 1  |                                             |
| „—“ v daném žebříčku se album neumístilo | |    |    |    |                                             |

## Kompilace
| 1967                                     | Bob Dylan's Greatest Hits - Vydáno: 27. března 1967 - Vydavatelství: Columbia - Formát: LP                                        | 10  | 6   | US: 5× Platinum CAN: 2× Platinum       |
| 1971                                     | Bob Dylan's Greatest Hits Vol. II (More Bob Dylan Greatest Hits) - Vydáno: 17. listopadu 1971 - Vydavatelství: Columbia - Formát: | 14  | 12  | US: 5×Platina CAN: 2×Platina           |
| 1978                                     | Masterpieces (Japonsko, Austrálie) - Vydáno: březen 1978 - Vydavatelství: Columbia - Formát:                                      | —   | —   |                                        |
| 1985                                     | Biograph - Vydáno: 28. října 1985 - Vydavatelství: Columbia - Formát:                                                             | 33  | —   | US: Platina                            |
| 1994                                     | Bob Dylan's Greatest Hits Volume 3 - Vydáno: November 15, 1994 - Vydavatelství: Columbia - Formát:                                | 126 | 150 | US: Zlato                              |
| 1997                                     | The Best of Bob Dylan, Vol. 1 (Spojené království, Kanada) - Vydáno: září 1997 - Vydavatelství: Columbia - Formát: CD             | —   | 6   | UK: Zlato                              |
| 2000                                     | The Best of Bob Dylan, Vol. 2 (Spojené království, Kanada) - Vydáno: 28. listopadu 2000 - Vydavatelství: Columbia - Formát: CD    | —   | 22  |                                        |
| 2000                                     | The Essential Bob Dylan - Vydáno: 31. října 2000 - Vydavatelství: Columbia - Formát:                                              | 67  | 9   | US: Platina UK: Platina AUS: 2×Platina |
| 2005                                     | The Best of Bob Dylan (USA) - Vydáno: 2005 - Vydavatelství: Columbia - Formát:                                                    | —   | —   |                                        |
| 2006                                     | Blues - Vydáno: 29. srpna 2006 - Vydavatelství: Columbia - Formát: digitální download                                             | —   | —   |                                        |
| 2006                                     | Bob Dylan: The Collection - Vydáno: 27. června 2006 - Vydavatelství: Columbia - Formát: CD                                        | —   | —   |                                        |
| 2007                                     | Dylan (1CD verze) - Vydáno: 2. října 2007 - Vydavatelství: Columbia - Formát:                                                     | 36  | 10  | US: Zlato                              |
| 2007                                     | Dylan (deluxe verze) - Vydáno: 2. října 2007 - Vydavatelství: Columbia - Formát:                                                  | 93  | —   |                                        |
| 2010                                     | The Original Mono Recordings (8 CD/LP) - Vydáno: 19. října 2010 - Vydavatelství: Columbia - Formát: CD/LP                         | —   | 157 |                                        |
| 2010                                     | The Best of The Original Mono Recordings (1 CD) - Vydáno: 19. října 2010 - Vydavatelství: Columbia - Formát: CD                   | —   | 107 |                                        |
| 2011                                     | Beyond Here Lies Nothin' - The Collection (2 CD) - Vydáno: 24. října 2011 - Vydavatelství: Legacy / Sony CMG/Legacy - Formát: CD  | —   | 156 |                                        |
| „—“ v daném žebříčku se album neumístilo | |     |     |                                        |

## Koncertní alba
| 1974                               | Before the Flood - Vydáno: 20. června 1974 - Vydavatelství: Asylum/Columbia - Formát: 2LP                                    | 3   | 8   | US: Platina UK: Stříbro        |
| 1976                               | Hard Rain - Vydáno: 10. září 1976 - Vydavatelství: Columbia - Formát:                                                        | 17  | 3   | US: Zlato UK: Zlato            |
| 1979                               | Bob Dylan at Budokan - Vydáno: 23. dubna 1979 - Vydavatelství: Columbia - Formát:                                            | 13  | 4   | US: Zlato CAN: Zlato UK: Zlato |
| 1984                               | Real Live - Vydáno: 3. prosince 1984 - Vydavatelství: Columbia - Formát:                                                     | 115 | 54  |                                |
| 1989                               | Dylan & The Dead - Vydáno: 6. února 1989 - Vydavatelství: Columbia - Formát:                                                 | 37  | 38  | US: Zlato                      |
| 1993                               | The 30th Anniversary Concert Celebration - Vydáno: 24. srpna 1993 - Vydavatelství: Columbia - Formát:                        | 40  | —   |                                |
| 1995                               | MTV Unplugged - Vydáno: 25. dubna 1995 - Vydavatelství: Columbia - Formát:                                                   | 23  | 10  | US: Zlato                      |
| 2001                               | Live 1961–2000: Thirty-Nine Years of Great Concert Performances - Vydáno: 28. února 2001 - Vydavatelství: Columbia - Formát: | —   | 140 |                                |
| 2005                               | Live at the Gaslight 1962 - Vydáno: 2005 - Vydavatelství: Columbia - Formát:                                                 | —   | —   |                                |
| 2005                               | Live at Carnegie Hall 1963 - Vydáno: 2005 - Vydavatelství: Columbia - Formát:                                                | —   | —   |                                |
| 2011                               | In Concert - Brandeis University 1963 - Vydáno: 2011 - Vydavatelství: Columbia - Formát:                                     | —   | 59  |                                |
| 2012                               | Live in New York Gaslight Cafe 1961 - Vydáno: 30. dubna 2012 - Vydavatelství: - Formát:                                      | —   | —   |                                |
| „—“ v daném žebříčku se neumístilo | |     |     |                                |

### The Bootleg Series
| 1991                               | The Bootleg Series Volumes 1–3 (Rare & Unreleased) 1961–1991 - Vydáno: 26. března 1991 - Vydavatelství: Columbia - Formát:                                       | 49 | 32 | US: Zlato |
| 1998                               | The Bootleg Series Vol. 4: Bob Dylan Live 1966, The "Royal Albert Hall" Concert - Vydáno: 13. října 1998 - Vydavatelství: Columbia/Legacy - Formát:              | 31 | 19 | US: Zlato |
| 2002                               | The Bootleg Series Vol. 5: Bob Dylan Live 1975, The Rolling Thunder Revue - Vydáno: 26. listopadu 2002 - Vydavatelství: Columbia/Legacy - Formát:                | 56 | 69 | US: Zlato |
| 2004                               | The Bootleg Series Vol. 6: Bob Dylan Live 1964, Concert at Philharmonic Hall - Vydáno: 30. března 2004 - Vydavatelství: Columbia/Legacy - Formát:                | 28 | 33 |           |
| 2005                               | The Bootleg Series Vol. 7: No Direction Home: The Soundtrack - Vydáno: 30. srpna 2005 - Vydavatelství: Columbia/Legacy - Formát:                                 | 16 | 21 | US: Zlato |
| 2008                               | The Bootleg Series Vol. 8 – Tell Tale Signs: Rare and Unreleased 1989–2006 (two-disc version) - Vydáno: 7. října 2008 - Vydavatelství: Columbia/Legacy - Formát: | 6  | 9  |           |
| 2008                               | The Bootleg Series Vol. 8 – Tell Tale Signs: Rare and Unreleased 1989–2006 (deluxe version) - Vydáno: 7. října 2008 - Vydavatelství: Columbia/Legacy - Formát:   | —  | —  |           |
| 2010                               | The Bootleg Series Vol. 9 - The Witmark Demos: 1962-1964 - Vydáno: 19. října 2010 - Vydavatelství: Columbia/Legacy - Formát:                                     | 12 | 18 |           |
| „—“ v daném žebříčku se neumístilo | |    |    |           |

## Spolupráce
- The Concert for Bangla Desh (George Harrison, 1971) – 6 skladeb
- Rock of Ages (The Band, 1972) – bonusové skladby na reedici z roku 2001, 4 skladby
- A Tribute to Woody Guthrie (Various artists, 1972) – 3 skladby
- Doug Sahm and Band (Doug Sahm, 1973)
- No Reason to Cry (Eric Clapton, 1976) – 1 skladba
- The Last Waltz (The Band, 1978) – 5 skladeb
- We Are the World (1985)
- Traveling Wilburys Vol. 1 (1988)
- Traveling Wilburys Vol. 3 (1990)
- Clinch Mountain Country (Ralph Stanley & Friends, 1998) - duet s Ralphem Stanleym v „The Lonesome River“
- Timeless: Tribute to Hank Williams (různí umělci, 2001) - skladba „I Can't Get You Off of My Mind“
- The Sopranos - Peppers and Eggs (různí umělci, 2001) - skladba „Return to Me“
- Kindred Spirits: A Tribute to the Songs of Johnny Cash (Various artists, 2002) - contributed with Train of Love
- Postcards of the Hanging (Grateful Dead, 2002) – 1 skladba
- A Musical History (The Band, 2005) – 7 skladeb
- The Lost Notebooks of Hank Williams (různí umělci, 2011) - skladba „The Love That Faded“

## Tribute alba
- The 4 Seasons: The 4 Seasons Sing Big Hits By Burt Bacharach... Hal David... Bob Dylan (1965)
- Joan Baez: Any Day Now (1968)
- The Hollies:  Hollies Sing Dylan (1969)
- Judy Collins: Judy Sings Dylan - Just Like a Woman]' (1993)
- různí umělci: The 30th Anniversary Concert Celebration (Live) (1993)
- různí umělci: May Your Song Always Be Sung: The Songs of Bob Dylan (1997)
- Steve Howe: Portraits of Bob Dylan (1999)
- různí umělci: May Your Song Always Be Sung Again: The Songs of Bob Dylan Vol. 2 (2001)
- The Byrds: The Byrds Play Dylan (2002)
- Robyn Hitchcock: Robyn Sings (2002)
- různí umělci: May Your Song Always Be Sung: The Songs of Bob Dylan Vol. 3 (2003)
- různí umělci: Gotta Serve Somebody: The Gospel Songs of Bob Dylan (2003)
- různí umělci: A Reggae Tribute To Bob Dylan: Is It Rolling Bob? (2004)[6]
- různí umělci: Dylan Country (2004)
- Bryan Ferry: Dylanesque (2007)
- různí umělci: Chimes of Freedom: Songs of Bob Dylan Honoring 50 Years of Amnesty International (2012)